# In Becoming a Ghost
In Becoming a Ghost è il quarto album in studio del gruppo musicale The Faceless, pubblicato nel 2017 dalla Sumerian Records.

## Tracce
1. In Becoming a Ghost – 1:00
2. Digging the Grave – 5:12
3. Black Star – 5:38
4. Cup of Mephistopheles – 5:29
5. The Spiraling Void – 5:27
6. Shake the Disease - (cover dei Depeche Mode) – 5:42
7. I Am – 5:56
8. Ghost Reprise – 1:00
9. (Instru)mental Illness – 2:20
10. The Terminal Breath – 4:58

## Formazione
- Ken Sorceron - voce
- Michael Keene - chitarra, basso, vocoder, tastiere, programmazione
- Justin McKinney - chitarra
- Chason Westmoreland - batteria